# Takahama, Aichi
Takahama (高浜市 (Cao Banh thị) Takahama-shi) là thành phố thuộc tỉnh Aichi, Nhật Bản. Tính đến ngày 1 tháng 10 năm 2020, dân số ước tính thành phố là 46.106 người và mật độ dân số là 35 người/km2. Tổng diện tích thành phố là 13,11 km2.